# Héctor Ramírez (Turner)
Héctor Juan Ramírez Guerra (* 31. Januar 1943 in Havanna) ist ein ehemaliger kubanischer Kunstturner.

## Biografie
Héctor Ramírez gewann bei den Panamerikanischen Spielen 1963 die Silbermedaille im Bodenturnen und Bronze im Mannschaftsmehrkampf. Er nahm bei den Olympischen Sommerspielen 1964 in Tokio an allen Turnwettkämpfen teil. Sein bestes Einzelresultat war der 41. Platz im Bodenturn-Wettkampf. Im Mannschaftsmehrkampf wurde er mit dem kubanischen Team Fünfzehnter. Bei den Panamerikanischen Spielen 1967 in Winnipeg siegte er im Bodenturnen und auch im Mannschaftsmehrkampf verbesserte er sich mit dem kubanischen Team um einen Platz. Bei den Olympischen Sommerspielen 1968 in Mexiko-Stadt war er bei der Eröffnungsfeier Fahnenträger der kubanischen Mannschaft.